# Longos Vales
Longos Vales est l'une des paroisses (freguesias) de Monçao, au Portugal.
Elle est entourée au nord par Troviscoso, au sud par Merufe, au nord-est par Bela et à l'ouest par Sago et Cambeses. De plus, elle se trouve à 6 km de Monçao.
Longos Vales s'étend sur près de 1204 hectares et compte environ 1500 habitants.
Ses principaux hameaux sont: Castelo, Canles, Cesto, Corgo, Costa, Coutada, Couto, Mosteiro, Nogueira, Outeiro, Paradela de Baixo e Paradela de Cima, Reguengo de Baixo e Reguengo de Cima, Samarão, Silvas, Souto Fiscal, Valverde,Vidal.
Elle compte également l'importante chapelle de St-Jean Baptiste ou Mosteiro ; lieu où se déroule la traditionnelle fête de St-Jean Baptiste le 24 juin.

- écusson de Longos Vales
Le vert représente la couleur des champs de Longos Vales et le jaune représente la richesse de ces terres. L'agneau, symbole de St Jean Baptiste et les raisins qui symbolisent le vin alvarinho complète cet écusson.